# 啄啄糖

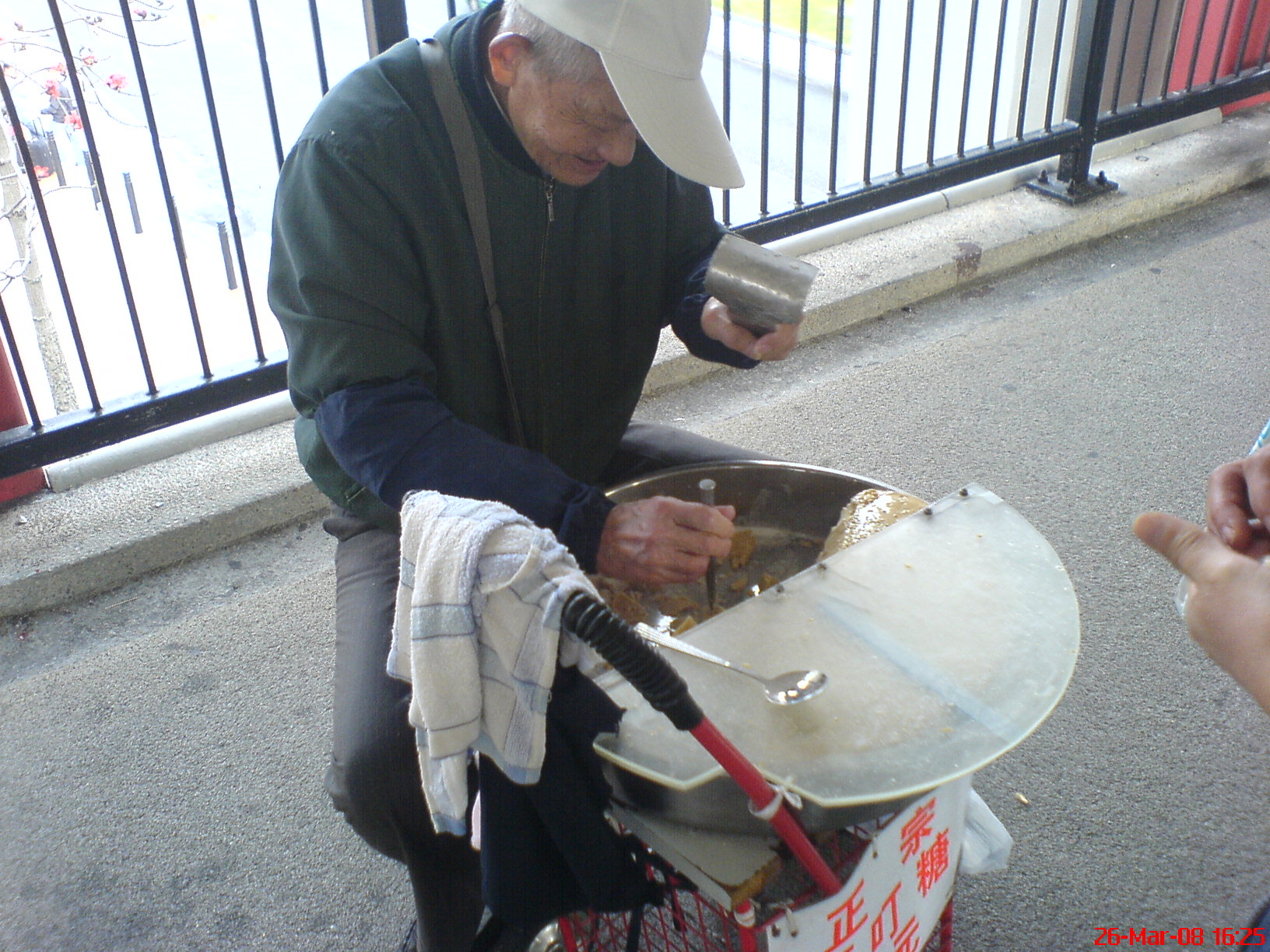
在香港街邊售賣啄啄糖的小販

啄啄糖又稱為叮叮糖或噹噹糖，是中國廣東的一種傳統糖果，據傳是從廣州傳入香港，後來又流入馬來西亞。這種源出廣東的糖果，其以「啄啄」為名，是因為小販在售賣糖果時，需要用錘子及鑿將盆中的糖塊鑿碎，即粵語的啄碎，而敲碎糖果的聲音與「啄」的粵語發音相似，因而名為「啄啄糖」，流傳到廣東以外的地區則多稱為「叮叮糖」或「噹噹糖」。

## 製作
啄啄糖本身為一大塊帶有芝麻和薑味的麥芽糖，質地堅硬。製作時候，首先需要把麥芽糖煮熔，加入其他材料後，不斷攪拌。當未完全凝固前，放在鐵枝拉成糖膠。最後把條狀糖膠綑綁成盤狀，再等候冷卻變硬。當售賣時要用工具敲碎。

## 味道
現在香港有些小販為了迎合年輕人口味，更會製作椰子、薄荷、朱古力、芒果、香芋和草莓等味道的啄啄糖，製作方法也改為使用機器製作。流传到云南地区后有称部分叮叮糖向其中加入苏子制成夹心叮叮糖。

## 外部連結
- GTO 的偉大記事: 細味人間 People Profiles（页面存档备份，存于）
- 永隆民間藝術（页面存档备份，存于）